# Trichiurus brevis
Trichiurus brevis és una espècie de peix pertanyent a la família dels triquiúrids.

## Descripció
- La femella pot arribar a fer 54,5 cm de llargària màxima.
- Cos molt allargat i en forma de cinta.
- 3 espines i 127-132 radis tous a l'aleta dorsal i 1 espina i 100-110 radis tous a l'anal.
- 147-155 vèrtebres.
- La base de la primera espina de l'aleta anal està situada per sota de la base dels radis 32 i 35 de l'aleta dorsal.[6][7]

## Hàbitat
És un peix marí, bentopelàgic i de clima tropical.

## Distribució geogràfica
Es troba al mar de la Xina Meridional.

## Observacions
És inofensiu per als humans.